# Bradypodion ngomeense
Bradypodion ngomeense là một loài thằn lằn trong họ Chamaeleonidae. Loài này được Tilbury & Tolley mô tả khoa học đầu tiên năm 2009.